# Azul
Azul es el color que se percibe ante la fotorrecepción de una luz cuya longitud de onda mide entre 460 y 482 nm. Se asemeja a la coloración más característica del lapislázuli.
A los colores similares al azul se los denominan azulados.
Se puede pensar como el color del frío, la introversión y la apertura, a diferencia del rojo que es el color de lo cálido, la extroversión y lo cerrado. En alquimia, el azul es también el color del introvertido cálido (fuego azul), a diferencia del rojo, que es el color del extrovertido cálido (fuego rojo).

## Etimología

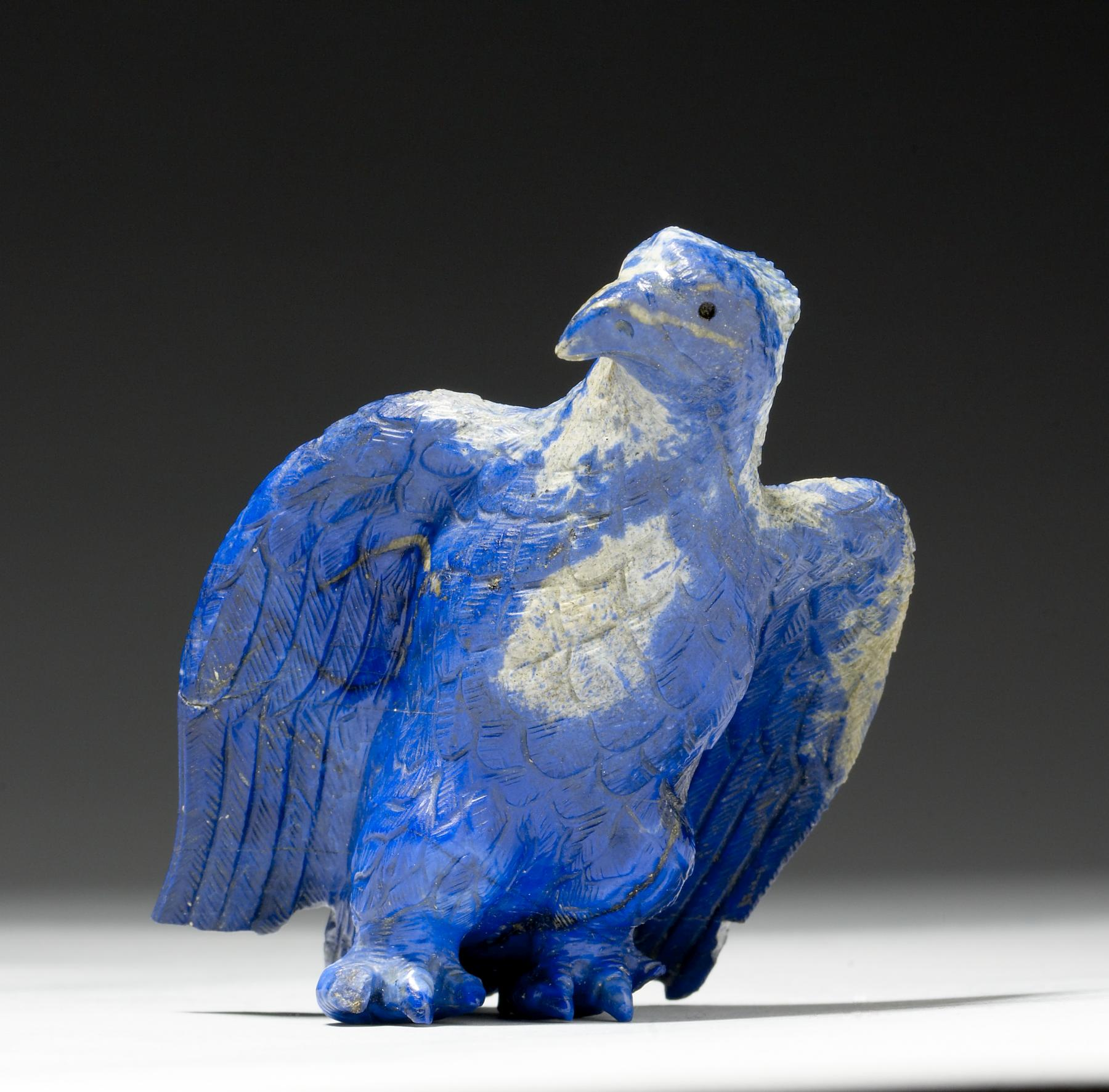
Águila de lapislázuli, arte romano (siglo IV)

La palabra azul quizás derive del árabe hispánico lazawárd, este del árabe lāzaward, ‘lapislázuli’, este del persa laǧvard o lažvard, y este del sánscrito rājāvarta, ‘rizo del rey’.
Otra interpretación sostiene que el persa laǧvard o lažvard derivaría de Lajward, una región de Turquestán donde, según Marco Polo, se obtenía el lapislázuli.
En español antiguo se usó también la palabra «blao», que proviene del alto alemán antiguo blāo (‘azul’).

### Lexemas
El lexema cian o ciano, del griego κυανός (kyanós), ‘azul oscuro’ (y este de la raíz hitita kuwan–, ‘azurita’) asocia a los términos que lo incluyen con el color azul.
Algunos ejemplos de esto son las palabras cianuro, cianosis y aciano.

### Localismos
En varios idiomas se considera que el celeste no es simplemente un matiz claro del color azul (no se dice «azul claro»), sino que es un color con nombre propio:
| idioma   | azul claro        | azul          |
| -------- | ----------------- | ------------- |
| español  | celeste           | azul          |
| italiano | azurro            | blu           |
| ruso     | голубой [goluboi] | синий [sinie] |

En japonés a veces se sigue llamando 青 [ao] (‘azul’) al verde actualmente llamado 緑 [midori].
Lo que no está comprobado es que los japoneses del pueblo yamato (la etnia mayoritaria en Japón) no pudieran distinguir hace siglos el azul del verde; aunque sí es probable que consideraran al verde como un matiz del azul.

## Propiedades

### Como color psicológico: primario, frío
El azul es uno de los seis colores primarios psicológicos, los cuales son rojo, amarillo, verde, azul, blanco, y negro. Además, es considerado un color frío, junto con el verde, el cian, y el violeta.

### Como color sustractivo: secundario

Producción de colores a partir de los primarios del sistema sustractivo. Mezclando cian, magenta y amarillo se obtienen los secundarios rojo, verde y azul, y por mezclas sucesivas todos los demás colores.

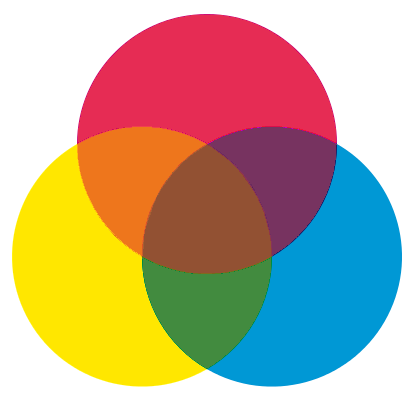
El azul funcionando como color primario en el sistema sustractivo tradicional, que utiliza rojo (R), amarillo (Y) y azul (B) como primarios

En el sistema de síntesis sustractiva de color, donde los colores se crean mezclando pigmentos o tintes (pinturas, colorantes, tintas), los colores primarios son el cian, el magenta y el amarillo. El azul, junto con el rojo y el verde, es un color secundario en este sistema, es decir que cuando se trabaja con pigmentos de cualquier clase, para obtener azul se deben mezclar dos de los colores primarios sustractivos (específicamente, cian y magenta).
El procedimiento de impresión por cuatricromía (que se usa para imprimir, por ejemplo, libros y revistas en color) emplea los colores primarios sustractivos con el agregado de negro. De allí que un color para cuatricromía se describa mediante el porcentaje de tinta de cada uno de estos cuatro colores que entra en su composición. Como el azul se forma con la adición de cian y magenta, un área impresa en un color azul mediano estará compuesta por C=100 (100 % de cian), M=45 (45 % de magenta), Y=0 (0 % de amarillo) y K=0 (0 % de negro). (Nótese que 100 % de cian más 100 % de magenta produce un azul purpúreo oscuro en lugar de un azul mediano.) Véase CMYK.

#### Como color sustractivo en artes plásticas: primario
Durante mucho tiempo el azul tuvo estatus de color primario sustractivo. De hecho, ha formado parte de casi todos grupos de colores básicos, principales o primarios que diferentes estudiosos del tema que propusieron a lo largo de la historia. Los estudios de Isaac Newton sobre la naturaleza de la luz y del color suscitaron numerosas teorías sobre el tema, no siempre correctas. A principios del siglo XVIII algunos tratados de pintura habían adaptado el círculo de colores creado por Newton a las necesidades del arte pictórico y señalaban que los tres colores primarios eran el rojo, el amarillo y el azul del círculo newtoniano. La práctica de utilizar esta tríada de primarios en pintura continúa hasta el día de hoy.
Actualmente, tras varios siglos de desarrollo de pigmentos y estudios sobre el color, se considera que los tres colores primarios sustractivos óptimos son el cian, el magenta y el amarillo, pero en el ámbito del arte, por razones técnicas y tradicionales, generalmente se prefiere continuar usando los primarios «antiguos».

##### Complementariedad
En este sistema de cromosíntesis, el color complementario del azul es el naranja.

### Como color aditivo: primario

Producción de colores a partir de los primarios del sistema aditivo. Mezclando rojo, verde y azul se obtienen los secundarios cian, magenta y amarillo, y por mezclas sucesivas todos los demás colores.

En el sistema aditivo de síntesis de color, en el cual los colores se obtienen mezclando luz de color en lugar de pigmentos, el azul es un color primario, junto con el rojo y el verde. Esto significa que cuando se trabaja con luz de color, basta con mezclar esos tres colores en diferentes proporciones para obtener todos los demás. Para crear las tonalidades claras y oscuras, se reduce o aumenta la luminosidad.

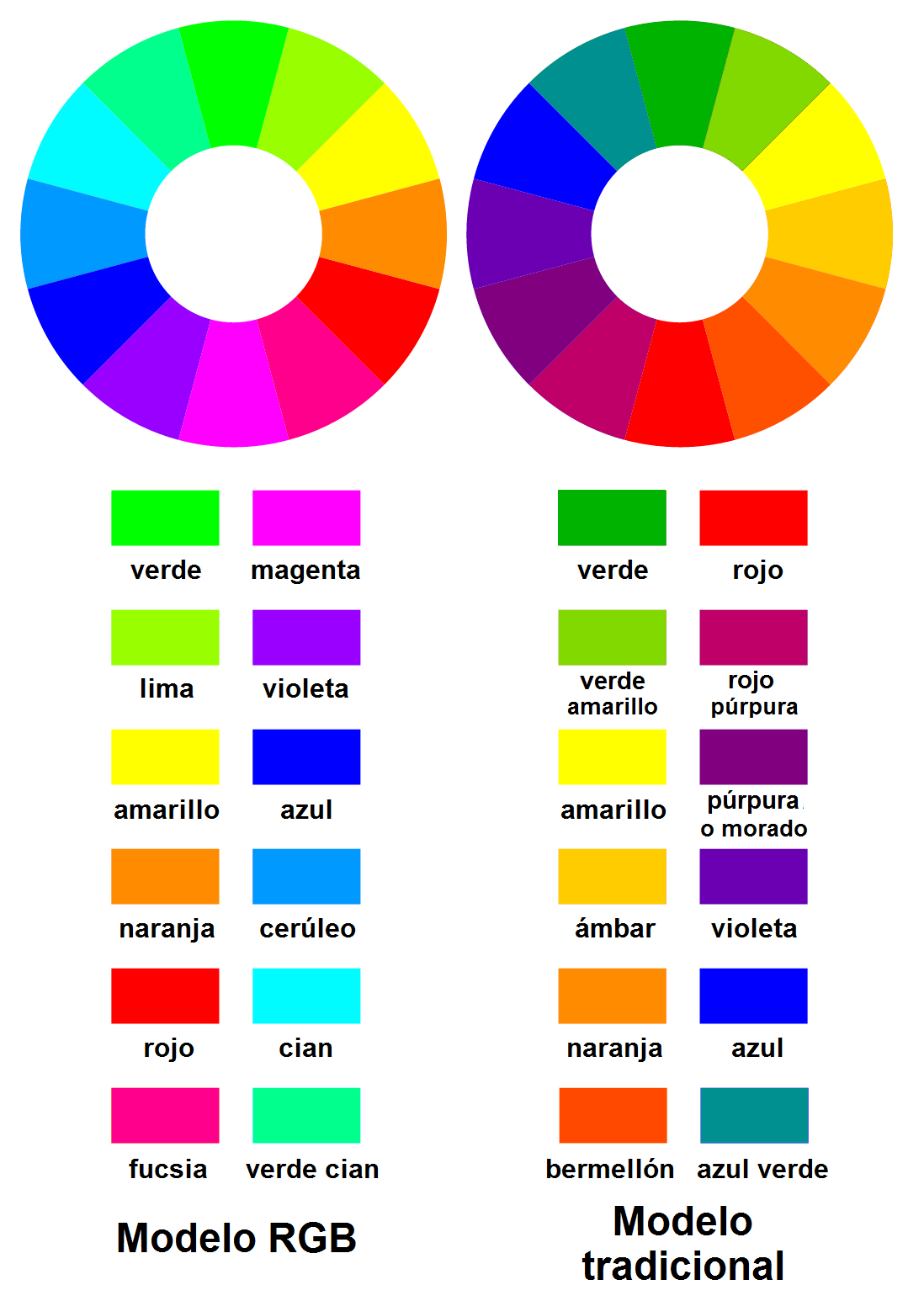
Posición del azul en el círculo cromático RGB y en el tradicional, y sus colores opuestos.

Este sistema aditivo de colores luz es el que utilizan los monitores y televisores para producir colores. En este sistema, un color se describe con valores numéricos para cada uno de sus componentes (rojo, verde y azul), indicando al rojo con «R», al verde con «G» y al azul con «B». En una escala de valores de 0 a 255, el azul aditivo puro se expresa como R=0 (nada de rojo), G=0 (nada de verde) y B=255 (azul al valor máximo). Véase RGB.
Este azul fue uno de los primeros colores que pudieron reproducir los ordenadores personales al abandonar la monocromía, a principios de los años 1980.

#### Complementariedad
En este sistema de cromosíntesis, el color complementario del azul es el amarillo.

## Azul espectral

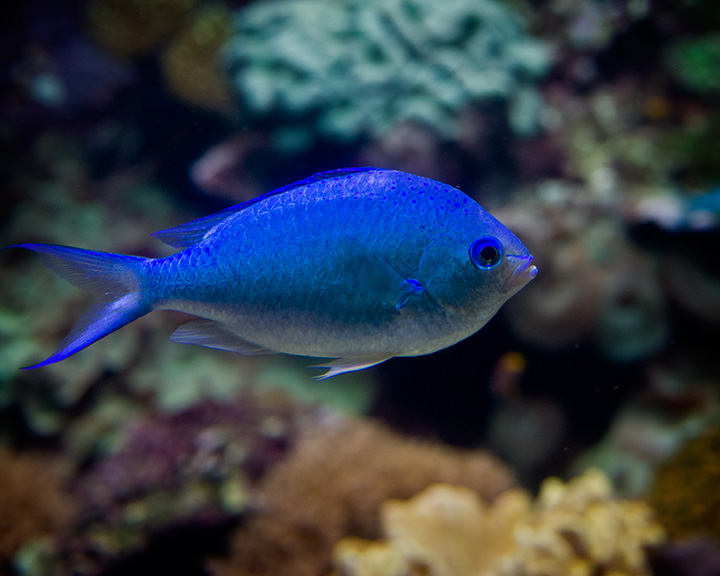
Damisela azul

Azul espectral es, simplemente, el color azul de la región azul del espectro electromagnético. La longitud de onda de la luz azul es de alrededor de 470 nm; las frecuencias más bajas que el azul se perciben como cian, y las más altas como violeta.

### En el espectro newtoniano y en el arcoíris: sexto color
En Occidente, la interpretación tradicional del cromatismo del arcoíris sostiene que este contiene siete colores, que corresponden a los siete colores en que Newton dividió el espectro de luz visible. En este contexto, se debe tomar en cuenta que Newton llamó al sexto color índigo en referencia a la franja azul oscura del espectro newtoniano, al igual que en el arcoíris; mientras que el quinto color blue es una referencia al cian y azules claros espectrales.

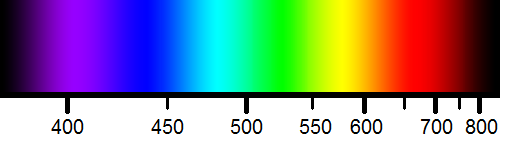
En el espectro de luz visible, el azul está cerca de uno de los extremos, entre el violeta y el cian

### Azules espectrales
|                         | Cian o acua            | Celeste                  | Azul cian           | Azur o cerúleo                     | Azul azur                | Azul                   |
| HTML                    | #00FFFF                | #00CCFF                  | #00B0F6             | #0099FF                            | #0066FF                  | #0000FF                |
| RGB                     | (0, 255, 255)          | (0, 204, 255)            | (0, 176, 246)       | (0, 153, 255)                      | (0, 102, 255)            | (0, 0, 255)            |
| HSV                     | (180°, 100 %, 100 %)   | (192°, 100 %, 100 %)     | (197°, 100 %, 96 %) | (204°, 100 %, 100 %)               | (216°, 100 %, 100 %)     | (240°, 100 %, 100 %)   |
| Longitud de onda aprox. | 489 nm                 | 478 nm                   | 474 nm              | 467 nm                             | 456 nm                   | 439-440 nm             |
| Referencias             | CSS / HTML / VGA / X11 | Celeste vivo o azul neón | o cian CMYK         | Azur, azur radiante o cerúleo vivo | Azul azur o azul Crayola | CSS / HTML / VGA / X11 |

## Ceguera al color azul
Las personas con dificultades para distinguir el color azul se denominan tritanómalas. La tritanomalía puede consistir en una capacidad parcial de percepción del color azul o en una incapacidad total, dependiendo de la condición de los conos S del individuo tritanómalo. Los conos S son las células de la retina que perciben las longitudes de onda lumínicas cortas; si son defectuosos, producen una ceguera parcial al azul, y si faltan del todo producen una ceguera total a este color, o tritanopía.
Otra denominación para estas afecciones es «acianopsia» o dicromacia azul.

### Heráldica

Escudo de Irlanda
Antiguo escudo del Reino de Francia
Escudo de Dinamarca
France Ancien Siglo XII
Escudo de Estonia

### En el mundo antiguo

Cuenco de lapislázuli de Irán, finales del tercer milenio a.C. - principios del segundo milenio a.C. (Museo del Louvre)
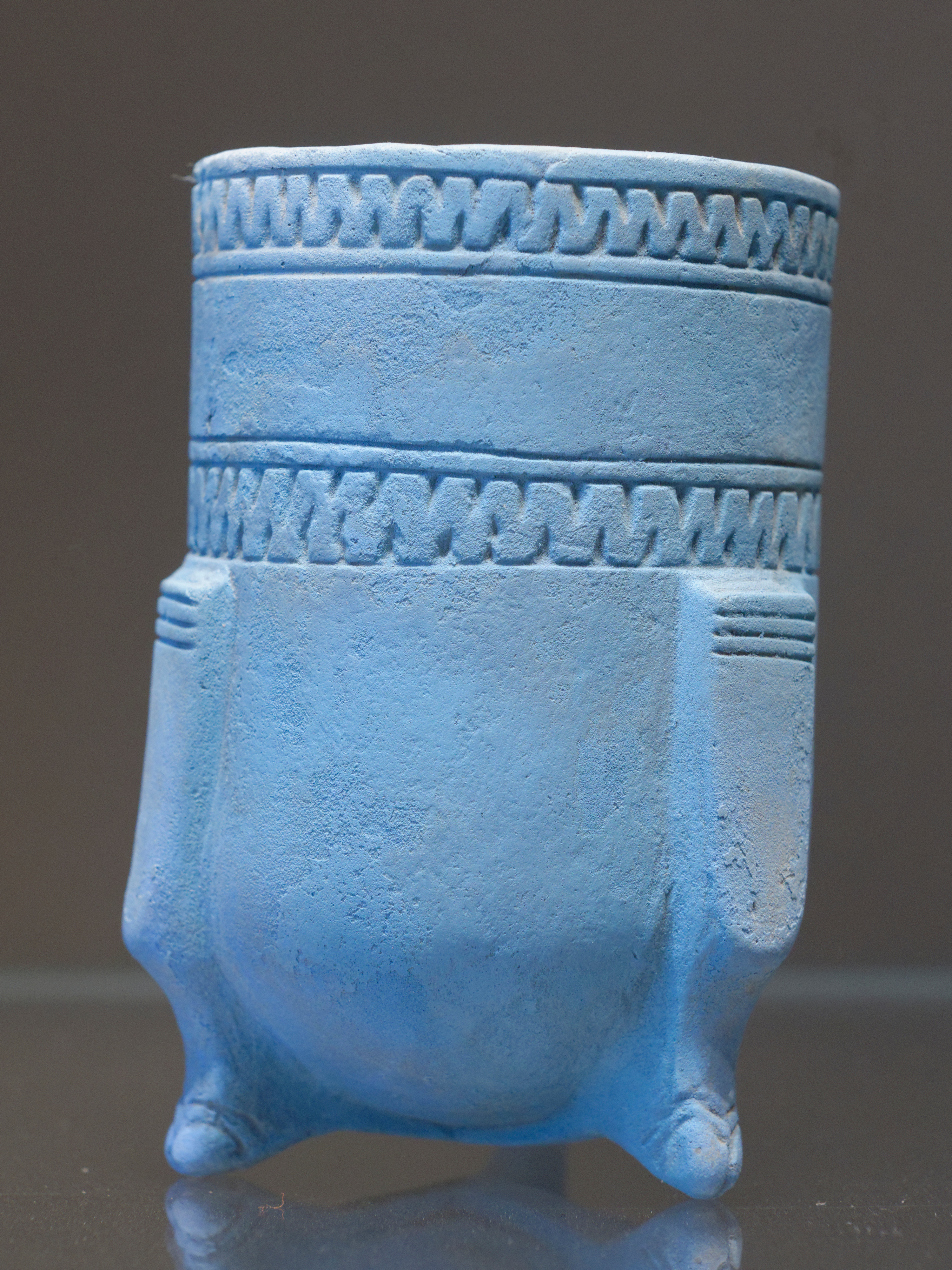
Copa trípode de azul egipcio imitando al lapislázuli. Sur de Mesopotamia. (1399-1200 a.C.)
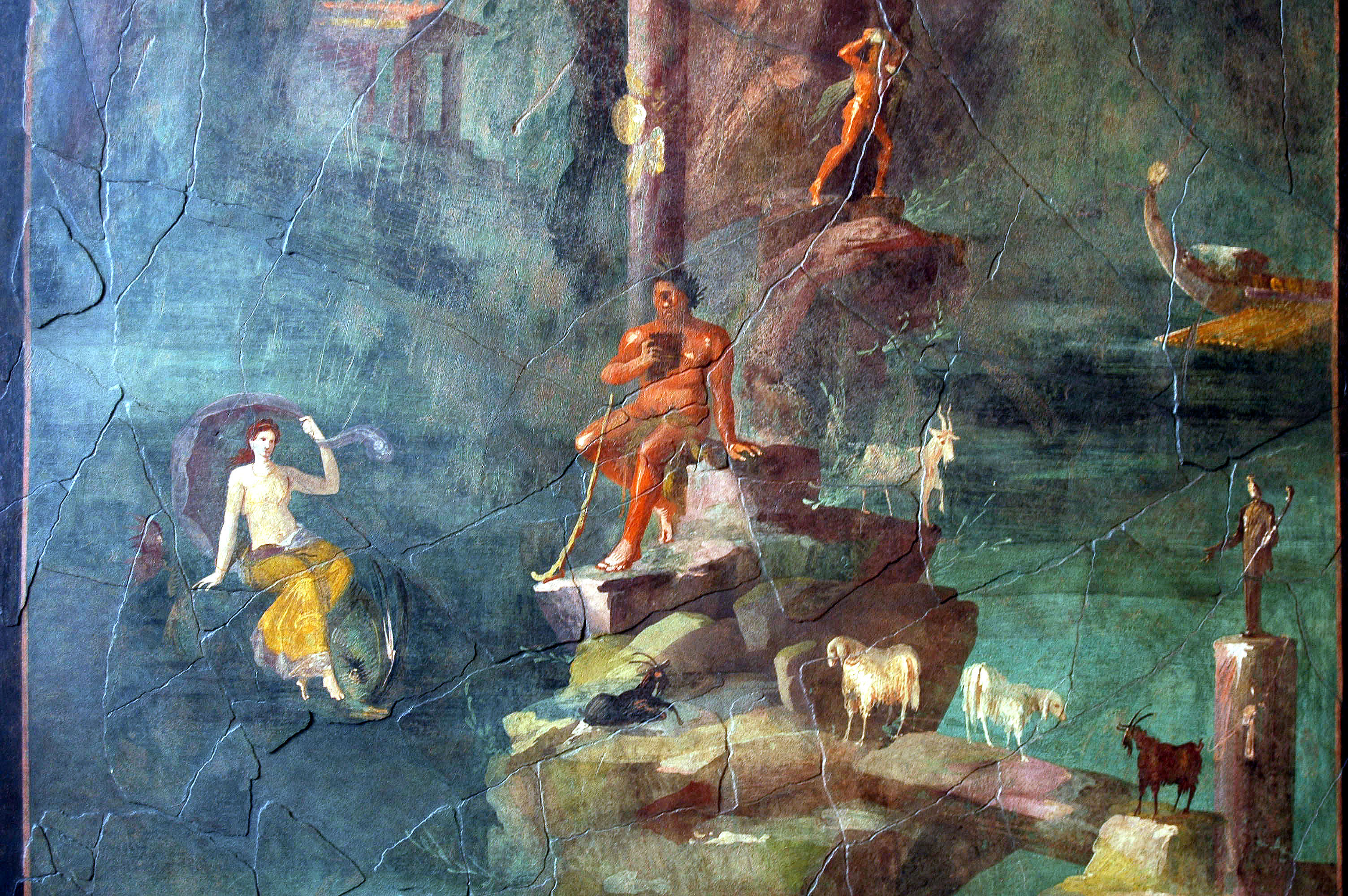
Fresco de Polifemo y Galatea, Pompeya, utilizando azul egipcio (siglo I a.C.) (Museo Metropolitano)

### En la Edad Media

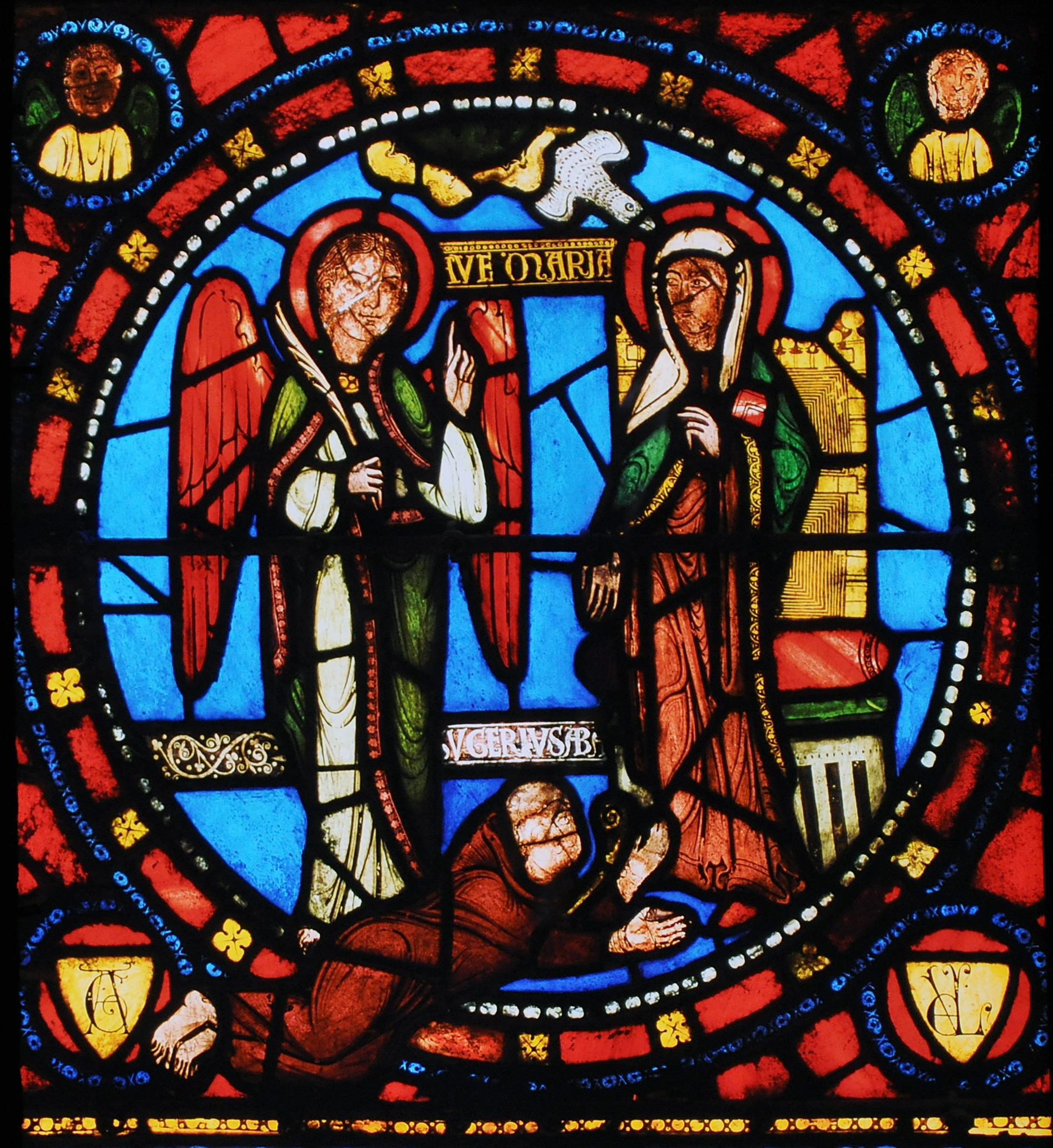
Ventana de vidrio coloreado en la Basílica de Saint Denis (1130-1140), con color azul cobalto.
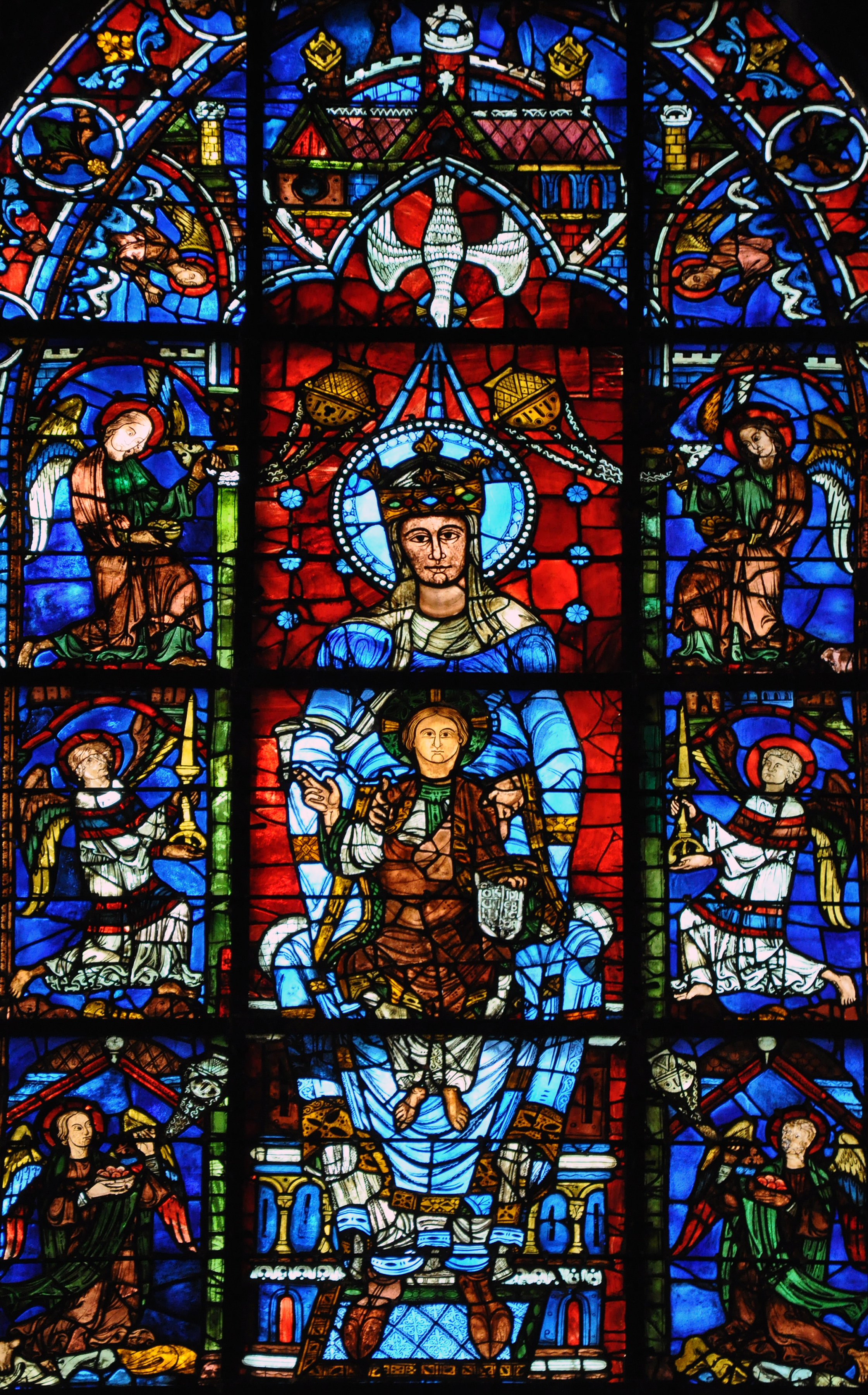
Detalle de la Ventana de la Virgen Azul, Catedral de Chartres (siglo XII).
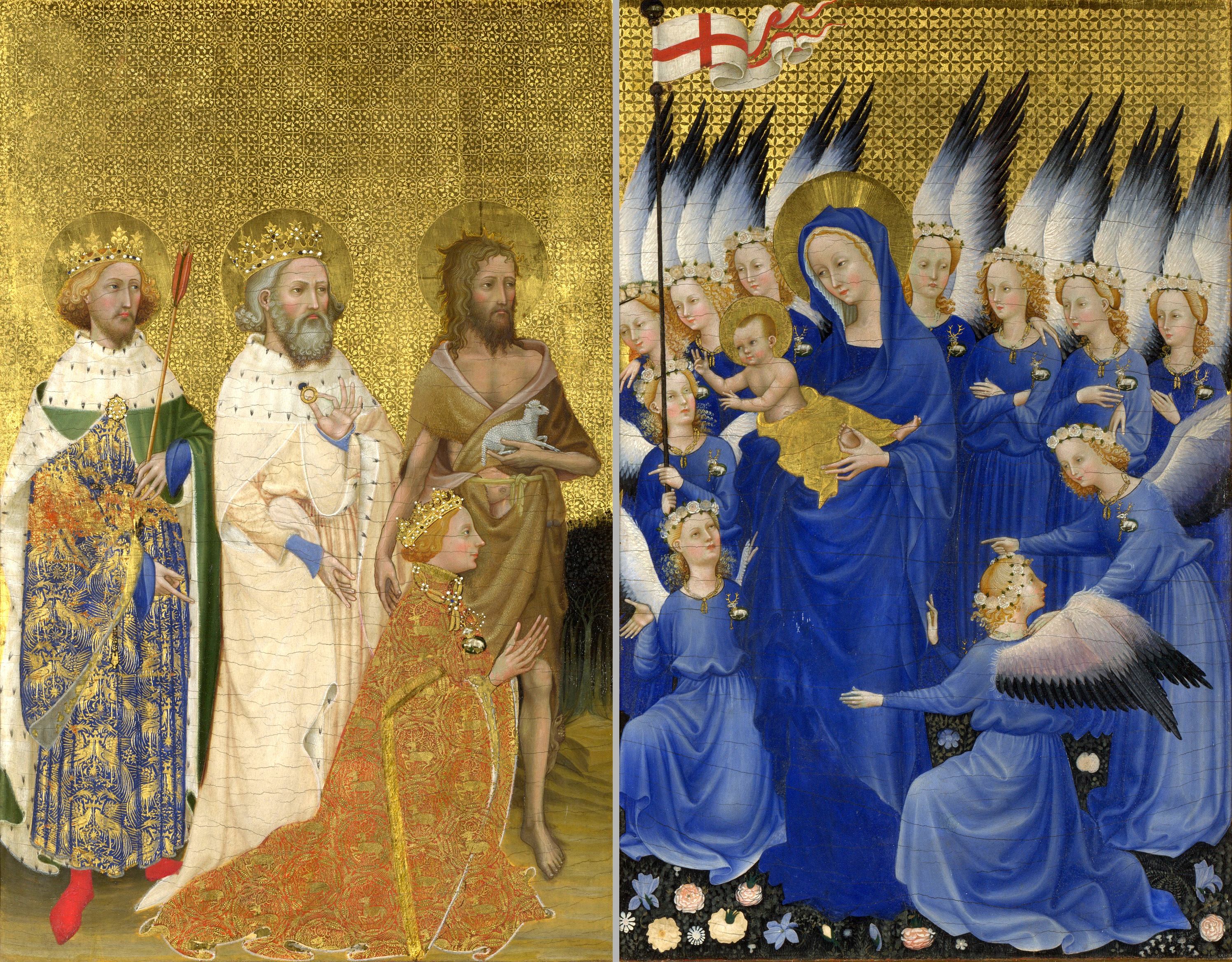
El Díptico de Wilton (1395–1399). La Virgen María tradicionalmente se mostraba en azul (siglo XIV).

### Renacimiento hasta el

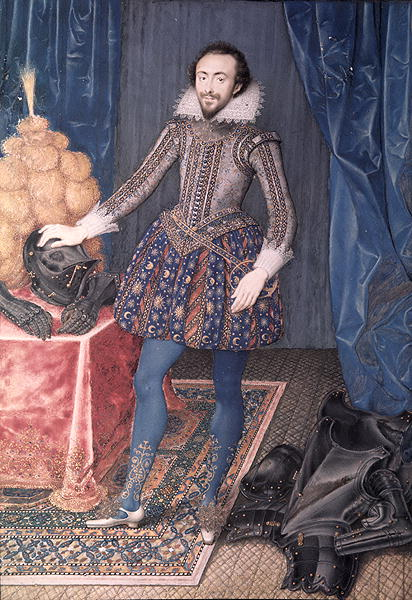
Retrato de Richard Sackville (1616), usando tres azules costosos, incluido el ultramarino para sus medias.
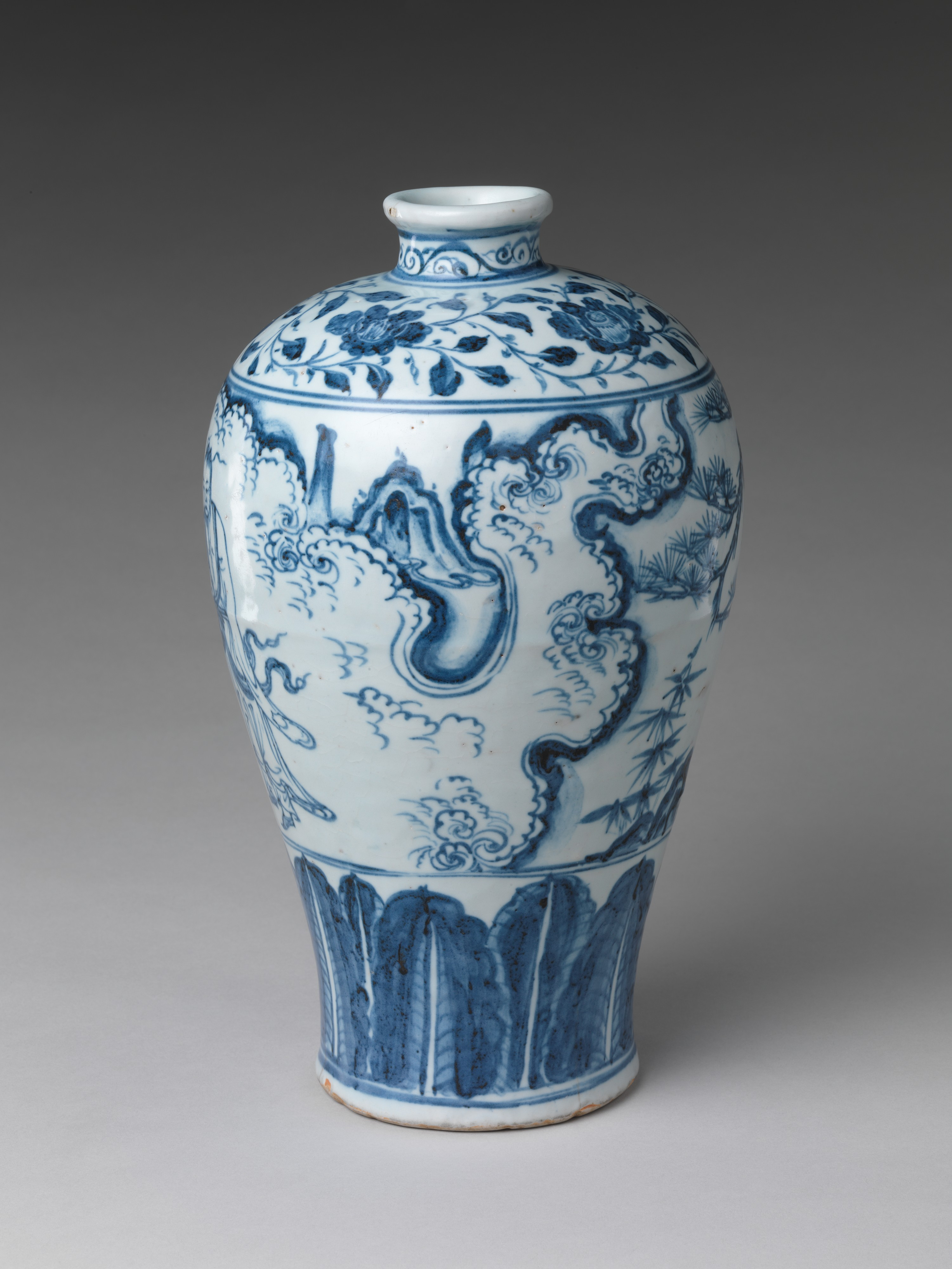
Dinastía Ming, Jarrón de porcelana pintado con azul cobalto bajo un esmalte transparente. (Siglo XV) (Museo Metropolitano)
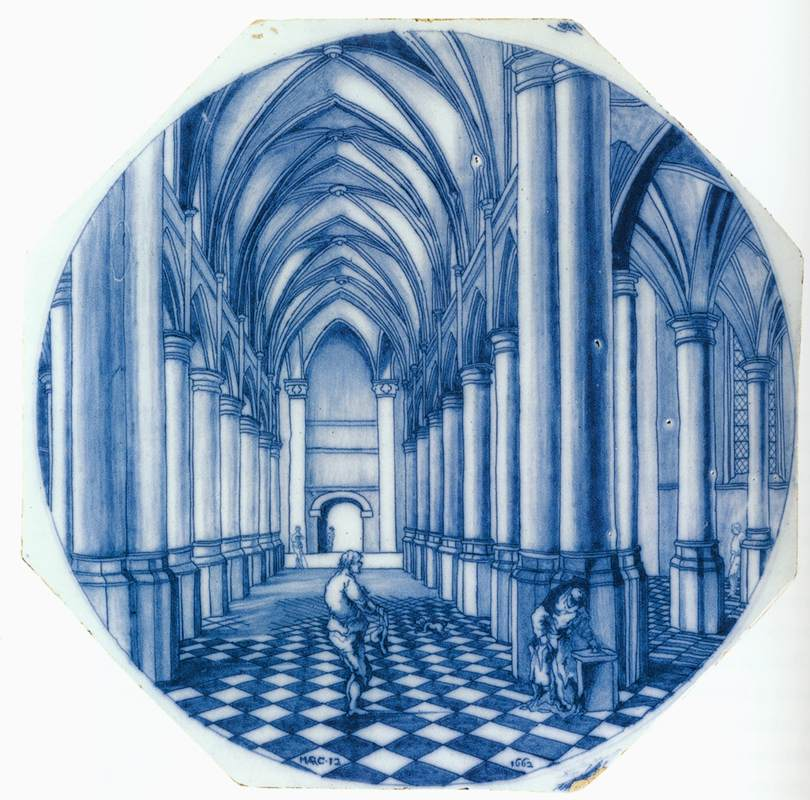
Placa de loza de Delft con pintura azul cobalto (1683) (Rijksmuseum, Ámsterdam)
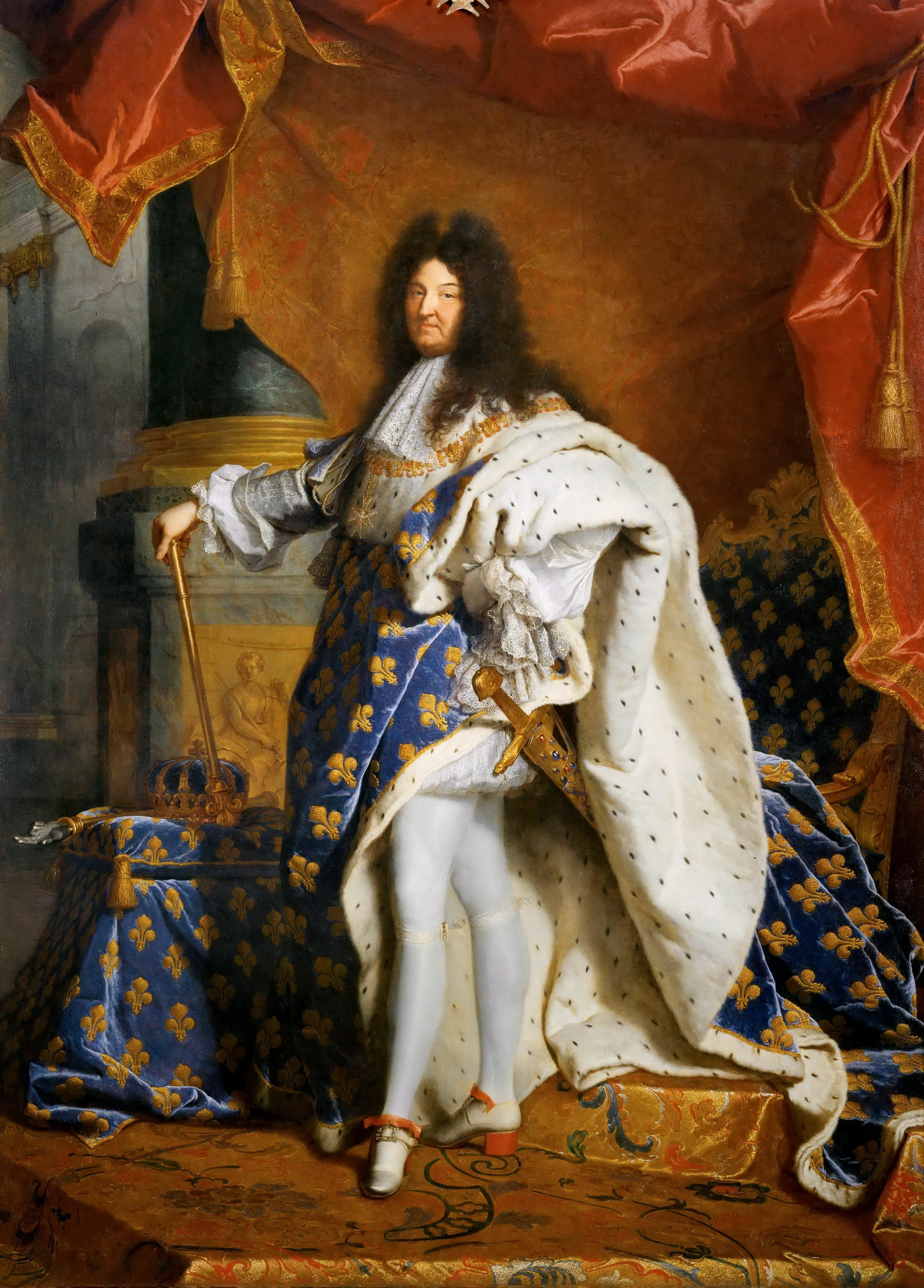
Retrato del rey Luis XIV de Francia en vestiduras de coronación, por Hyacinthe Rigaud (c. 1700) (Museo del Louvre)
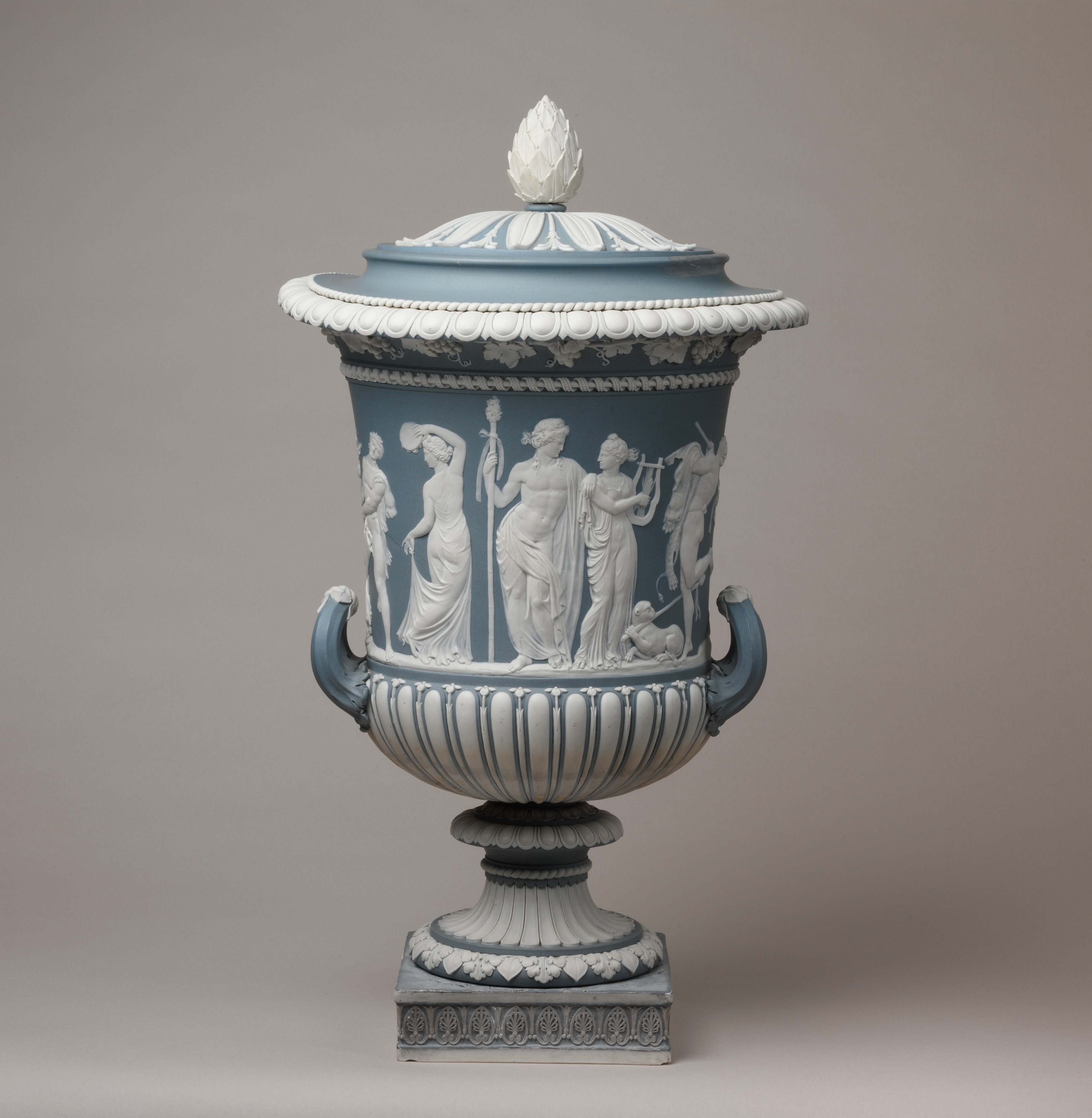
Urna de Josiah Wedgwood (década de 1780) (Museo Metropolitano)
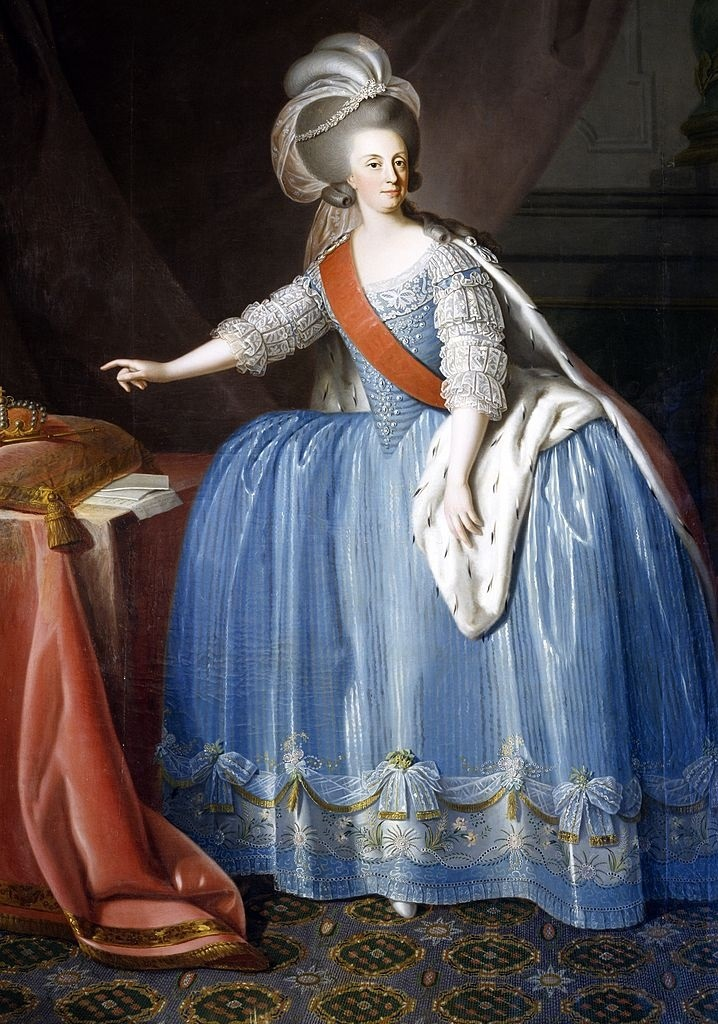
Reina María I de Portugal (finales del siglo XVIII)
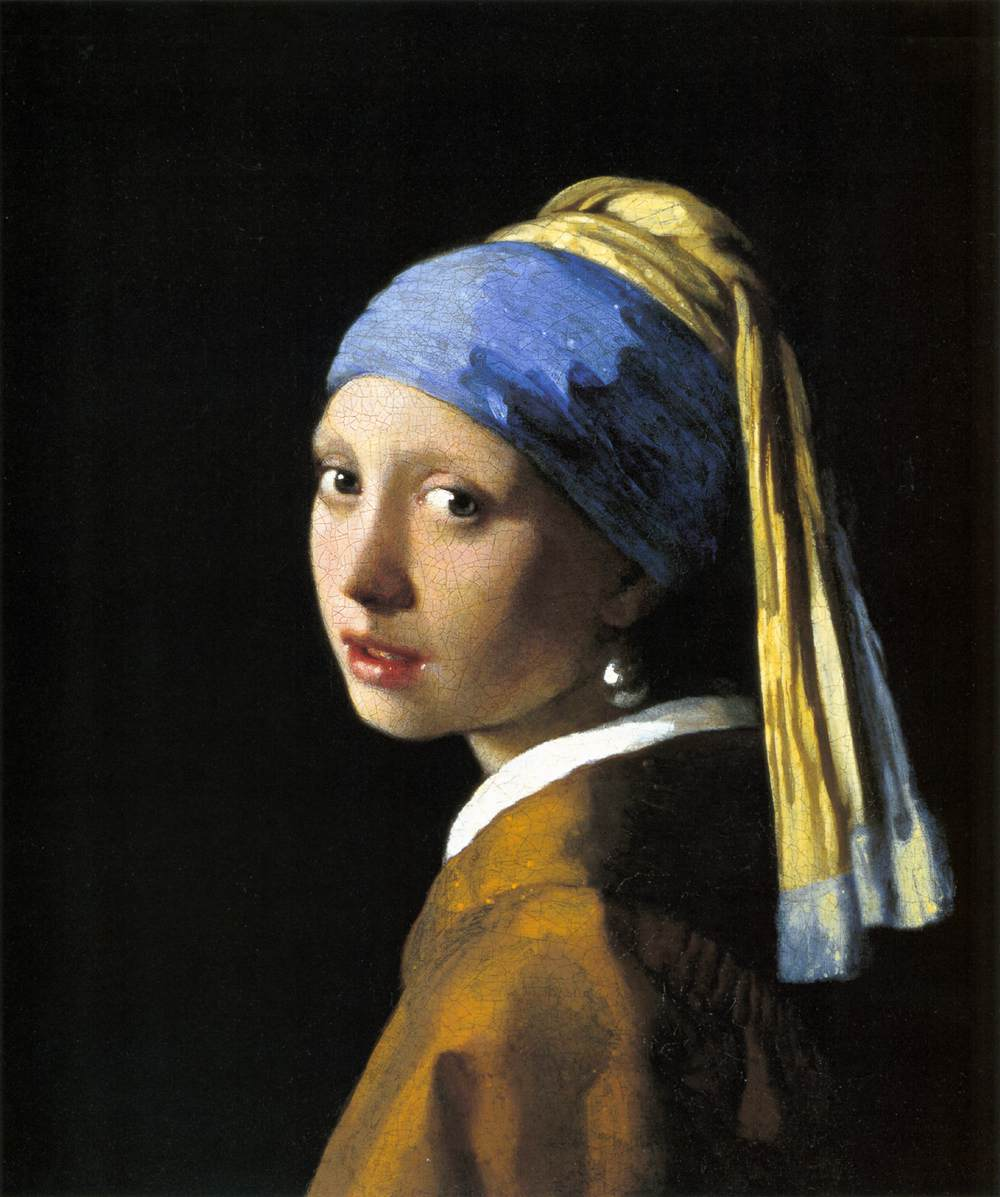
"Chica con un arete de perla" de Johannes Vermeer presenta pigmento de ultramarino

### Religión

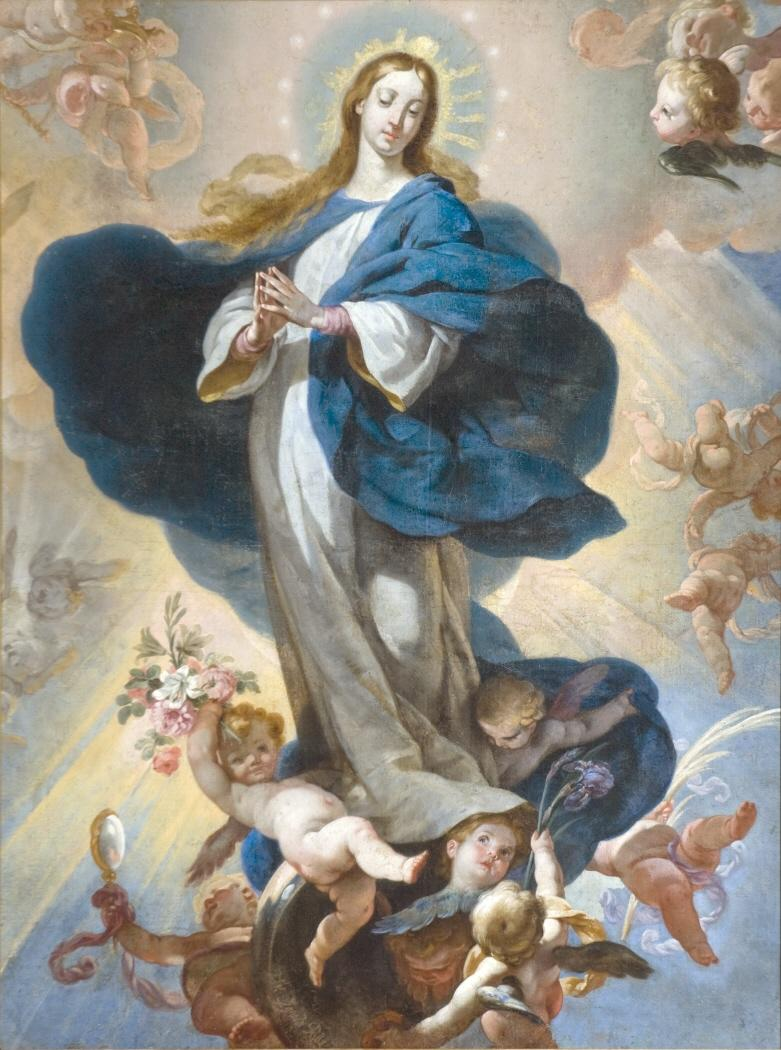
Inmaculada Concepción de Francisco Ignacio Ruiz de la Iglesia (1695).

## Galería

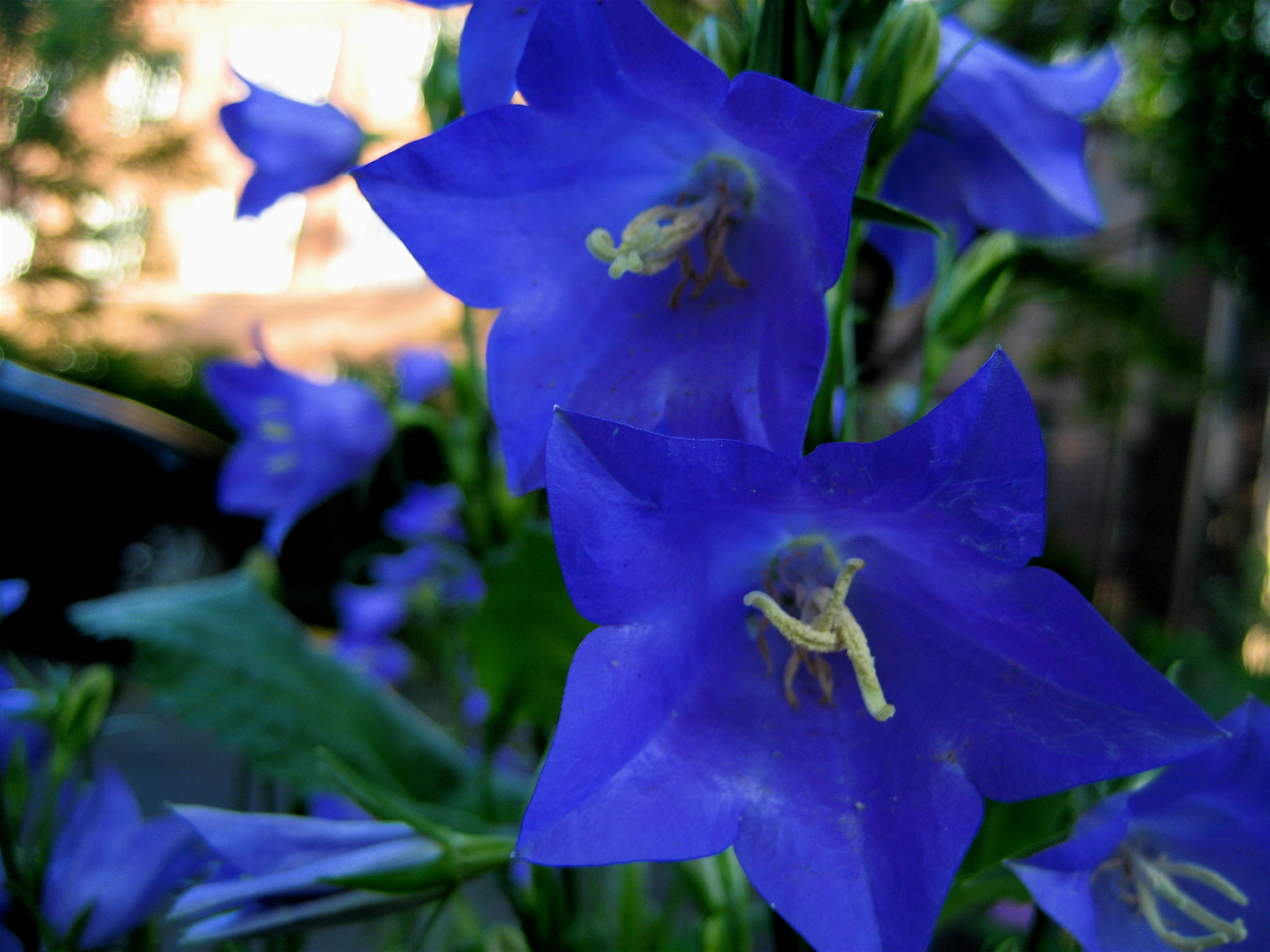
Flor de Adenophora
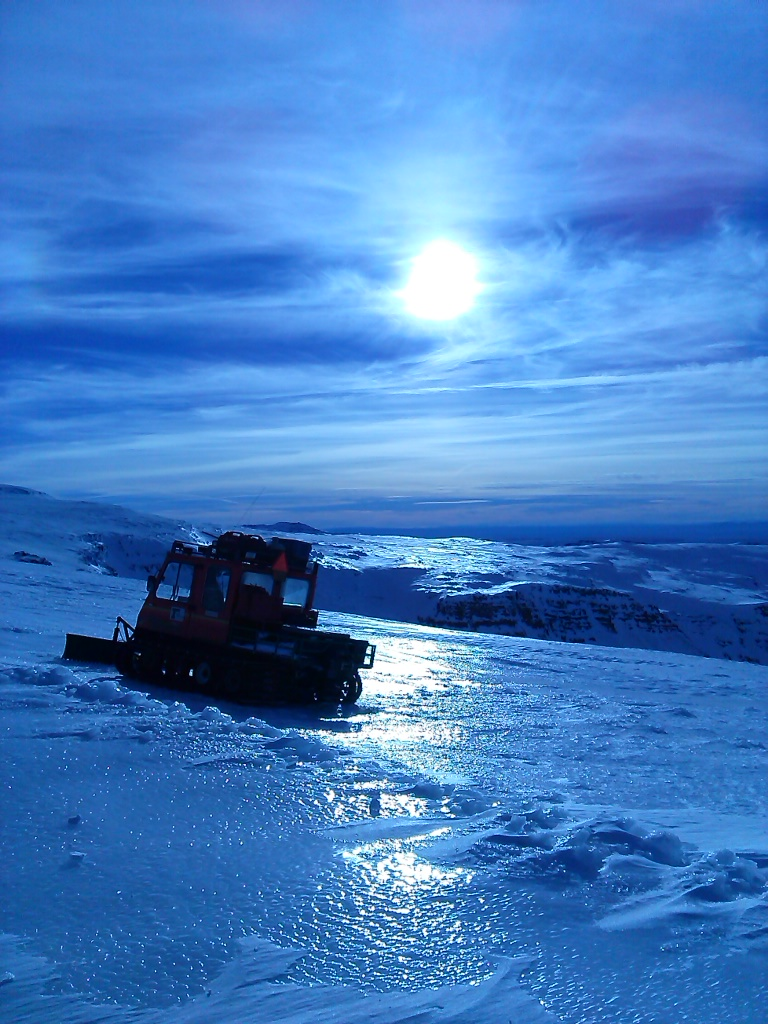
Invierno en Oregón
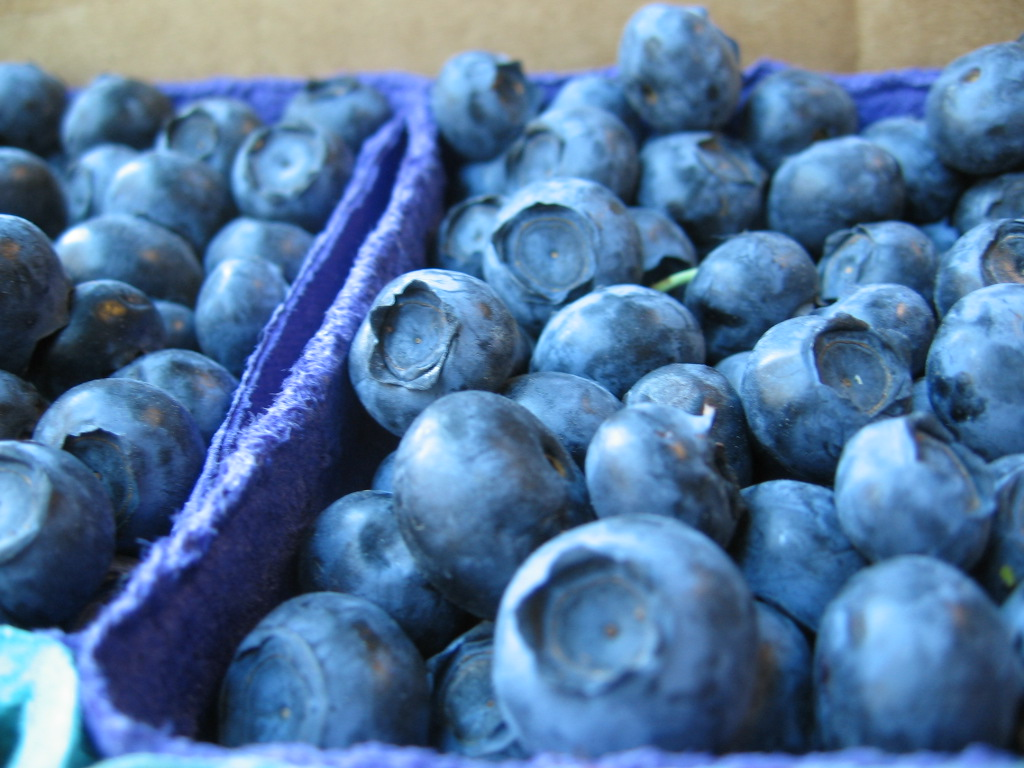
Arándanos
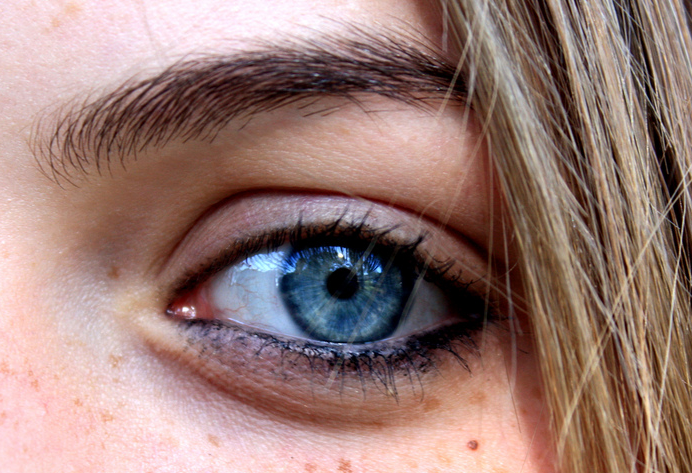
Ojos azules
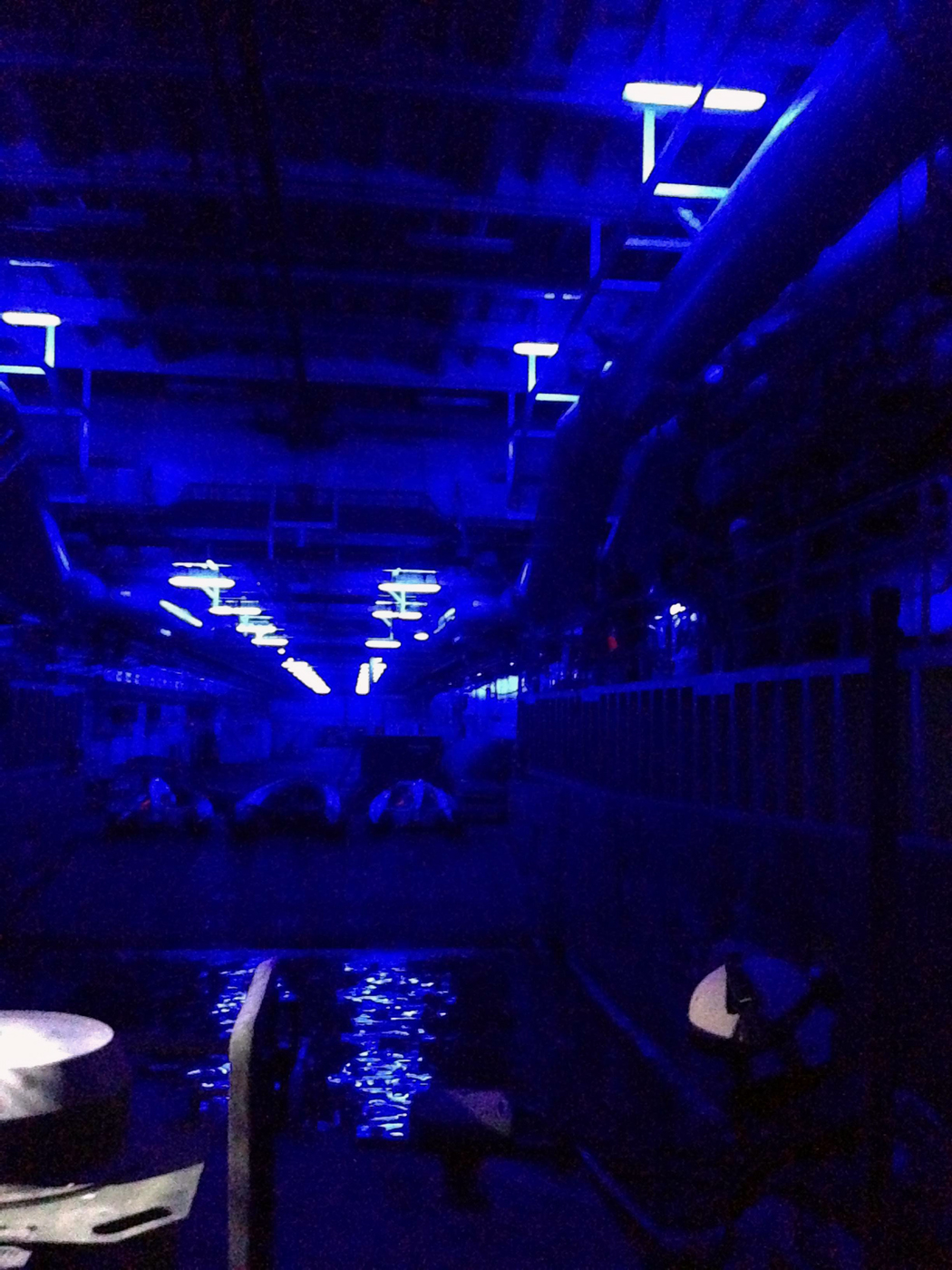
Iluminación azul en la cubierta de desembarco de una nave fluvial
Porcelana tradicional china del siglo XVII, donde se usó azul de cobalto
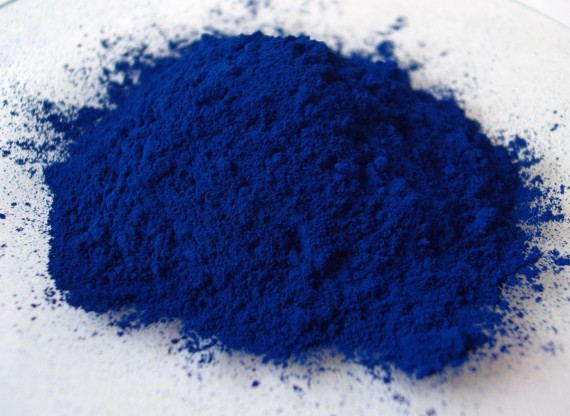
Ftalocianina azul